# ویگو رندنا
ویگو رندنا (به ایتالیایی: Vigo Rendena) یک منطقهٔ مسکونی در ایتالیا است که در ترنتینو واقع شده‌است. ویگو رندنا ۴٫۵ کیلومتر مربع مساحت و ۴۵۶ نفر جمعیت دارد و ۶۱۲ متر بالاتر از سطح دریا واقع شده‌است.